# Georges Lech
Georges Lech (Billy-Montigny, 2 juni 1945) is een voormalig Frans voetballer (aanvaller) die onder andere voor RC Lens en FC Sochaux heeft gespeeld. Hij speelde 379 wedstrijden in de Division 1, waarin hij 117 goals maakte.
Lech speelde in de periode 1963-1973 in totaal 35 interlands voor de Franse nationale ploeg, daarin kon hij zeven goals scoren. Hij maakte zijn debuut op 26 oktober 1963 tegen Bulgarije (3-1 winst).
Na zijn carrière werkte Lech twee jaar als vertegenwoordiger van adidas.